# Dublin Bay biosfærereservat
Dublin Bay biosfærereservat (baseret på det, der før 2015 var North Bull Island- reservatet) er et biosfærereservat, der omfatter Dublin Bay, North Bull Island og tilstødende land, herunder dele af Dublin, Irlands hovedstad, og udløbene af flere floder. Det indeholder et af de fineste klitsystemer på øen Irland og er internationalt vigtigt med hensyn til dens bevaringsværdi. Der er eksempler på flere sjældne og truede kysthabitater af høj kvalitet i området.

## Økologiske egenskaber
Biosfærereservatet er vigtigt ud fra et bevaringsperspektiv, da det understøtter veludviklede strandenge og klitsystemer, der viser alle udviklingsstadier fra den tidligste koloniseringsfase til stabil og fuld modenhed. Området er også vigtigt for rugende og overvintrende vandfugle.
De vigtigste levesteder og arealtyper er saltmarsk med glasurt (Salicornia dolichostachya og S. europaea), strandannelgræs og lav hindebæger (Limonium humile); klitkompleks med salturt (Salsola kali) og strandsennep (Cakile maritima). Strande; laguneformet fladt sand; laguneformede mudderflader med alger som Enteromorpha intestinalis, E. compressa og Ulva lactuca.
Biosfærereservatet har også international betydning, da antallet af tre arter overstiger den internationale tærskel – lysbuget rødgås (Branta bernicla hrota), stor kobbersneppe ( Limosa limosa) og storspove (Limosa lapponica). Arter som fiskehejre (Ardea cinerea), hvinand (Bucephala), toppet skallesluger (Mergus serrator) og hvidklire (Tringa nebularia) er regelmæssige om vinteren i antal af regional eller lokal betydning. North Bull Island og dele af bufferzonen i det nordlige Dublin omfattede tidligere bestande af irsk bjerghare (Lepus timidus hibernicus), en unik irsk underart af en art af national og international betydning, som kom under alvorligt pres fra rekreative forstyrrelser og ulovlig krybskytteri.
Dublin Bay Biosphere Reservat indeholder også tre Ramsar-områder Sandymount Strand, North Bull Island og Baldoyle Bay.

## Sociokulturelle aspekter
Strandene og faciliteterne i reservatet tjener befolkningen i Irlands hovedstad. Dublin by er det mest befolkede område i landet, hvor byområdet har en befolkning på mere end en million mennesker. Dublin Bay er det eneste biosfærereservat på verdensplan, som inden for sit område omfatter dele af en national hovedstad. Derfor er dens indvirkning på samfundet større end for kun den nærmeste befolkning.
Ud over sin økologiske værdi har Bull Island-øen en vigtig uddannelses- og rekreationsfunktion for skolerne i området, daggæster og meget mere. Der ligger to golfbaner på Bull Island, og der er nogle sejlaktiviteter i de tilstødende farvande.